# Randstad Holding
Randstad Holding este o companie din Țările de Jos, specializată în domeniul resurselor umane care a avut o cifră de afaceri de 8,2 miliarde € în anul 2006.